# Liuboml (huyện)
Huyện Liuboml (tiếng Ukraina: Любомльський район, chuyển tự: Liubomls’kyi raion) là một huyện của tỉnh Volyn thuộc Ukraina. Huyện Liuboml có diện tích 1481 km², dân số theo điều tra dân số ngày 5 tháng 12 năm 2001 là 43267 người với mật độ 29 người/km2. Trung tâm huyện nằm ở Liuboml.